# 宮崎県立飯野高等学校
宮崎県立飯野高等学校（みやざきけんりつ いいのこうとうがっこう）は、宮崎県えびの市大字原田に所在する公立の高等学校。

## 設置学科
- 普通科（二学年から（探究コース・総合コース）どちらかを選択）
- 生活文化科

## 校訓
- 凛乎 凛々しくあれ
- 清楚 慎ましくあれ
- 豊潤 慈しみの心をもて

## 著名な出身者
- イワクラ（蛙亭）